# Vikentios Kornaros
Vikentios Kornaros, o Vitsentzos o Vincenzo Cornaro (in greco Βιτσέντζος? o Βικέντιος Κορνάρος; Trapezonda, 29 marzo 1553 – Candia, 1613/1614), è stato un poeta greco del Rinascimento, autore del poema epico romantico Erotocrito.

## Biografia
Figura di spicco del Rinascimento cretese, continuatore della tradizione letteraria cretese in lingua volgare iniziata da Stephanos Sachlikis e pioniere della letteratura greca moderna, non abbiamo molte notizie biografiche su Kornaros se non negli ultimi versi del poema Erotocrito. Era figlio di un aristocratico veneziano-cretese e discendente della nobile famiglia veneziana dei Cornaro. Nacque nel 1553 a Trapezonda, vicino a Sitia nell'isola di Creta, dove visse sino al 1590. Si trasferì successivamente a Candia, dove si sposò con Marietta Zeno, e con la quale ebbe due figlie di nome Heleni e Katerina.
Nel 1591 Kornaros divenne un amministratore. Durante l'epidemia di peste dal 1591 al 1593 lavorò come direttore sanitario. Mostrò interesse per la letteratura, e diventò membro del gruppo letterario "Accademia degli Stravaganti" fondato dal fratello Andreas Corner, autore in lingua italiana.
Morì per cause ignote a Candia nel 1613 (o 1614). Fu sepolto nella chiesa di San Francesco.

## Opere

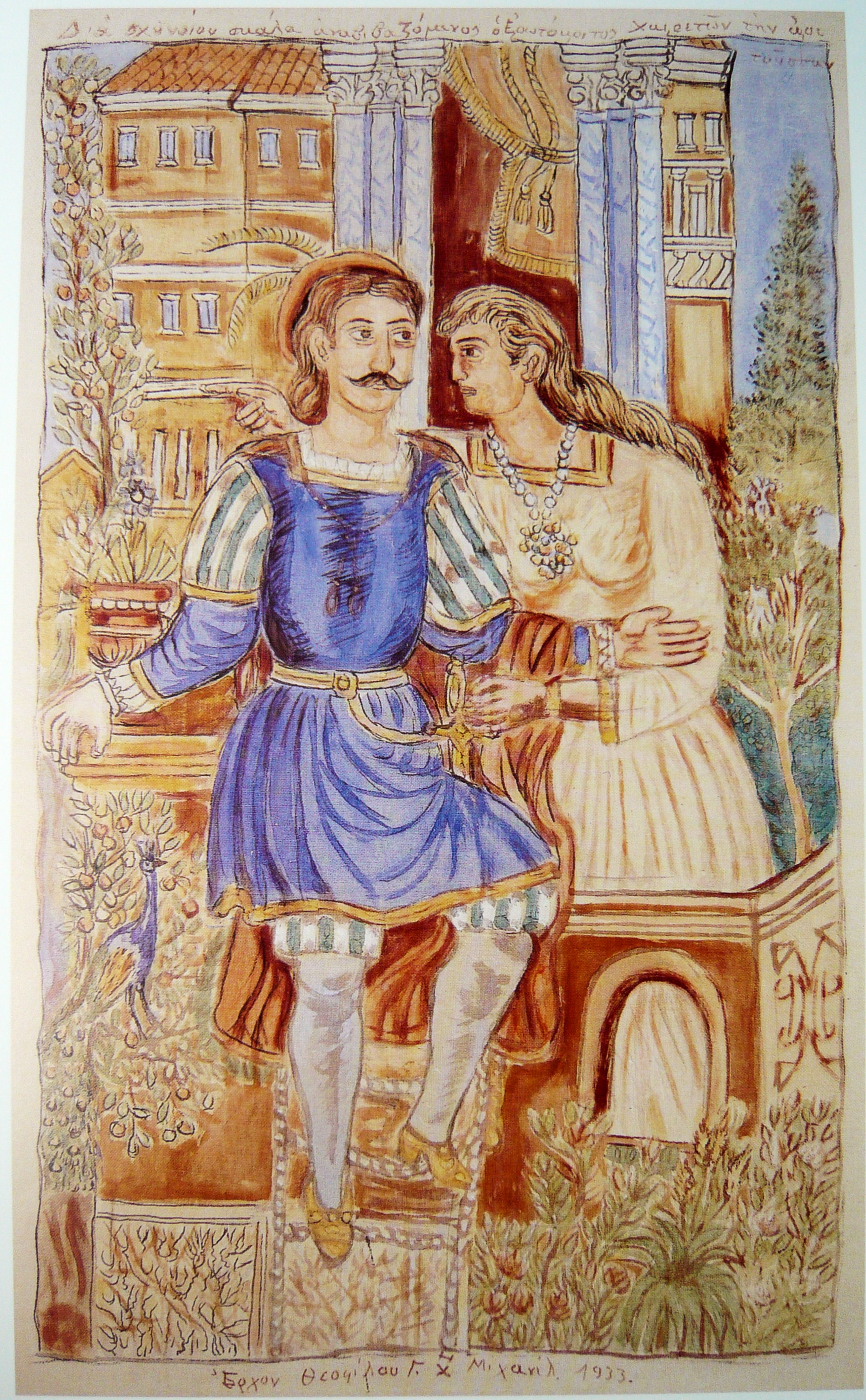
Erotocrito e Aretusa. Copertina di libro, opera di Theofilos Chatzimichaìl (1870-1934).

Il poema Erotocrito di Kornaros, che si caratterizzò per la vivida creatività e la ricchezza del linguaggio, fu una fonte di ispirazione per Dionysios Solomos; e influenzò anche alcuni tra gli altri più importanti poeti greci, come Kostis Palamas, Kostas Krystallis e Giorgos Seferis.
A Kornaros viene generalmente attribuito il dramma biblico Ἡ θησία τοῦ Ἀβραάμ (pronuncia classica: Hē thēsìa tû Abraàm, pronuncia bizantina e neogreca: I thisìa tû Avraàm; Il sacrificio di Abramo), dato per la prima volta alle stampe da Andonios Vortolis a Venezia nel 1713.

## Monumento

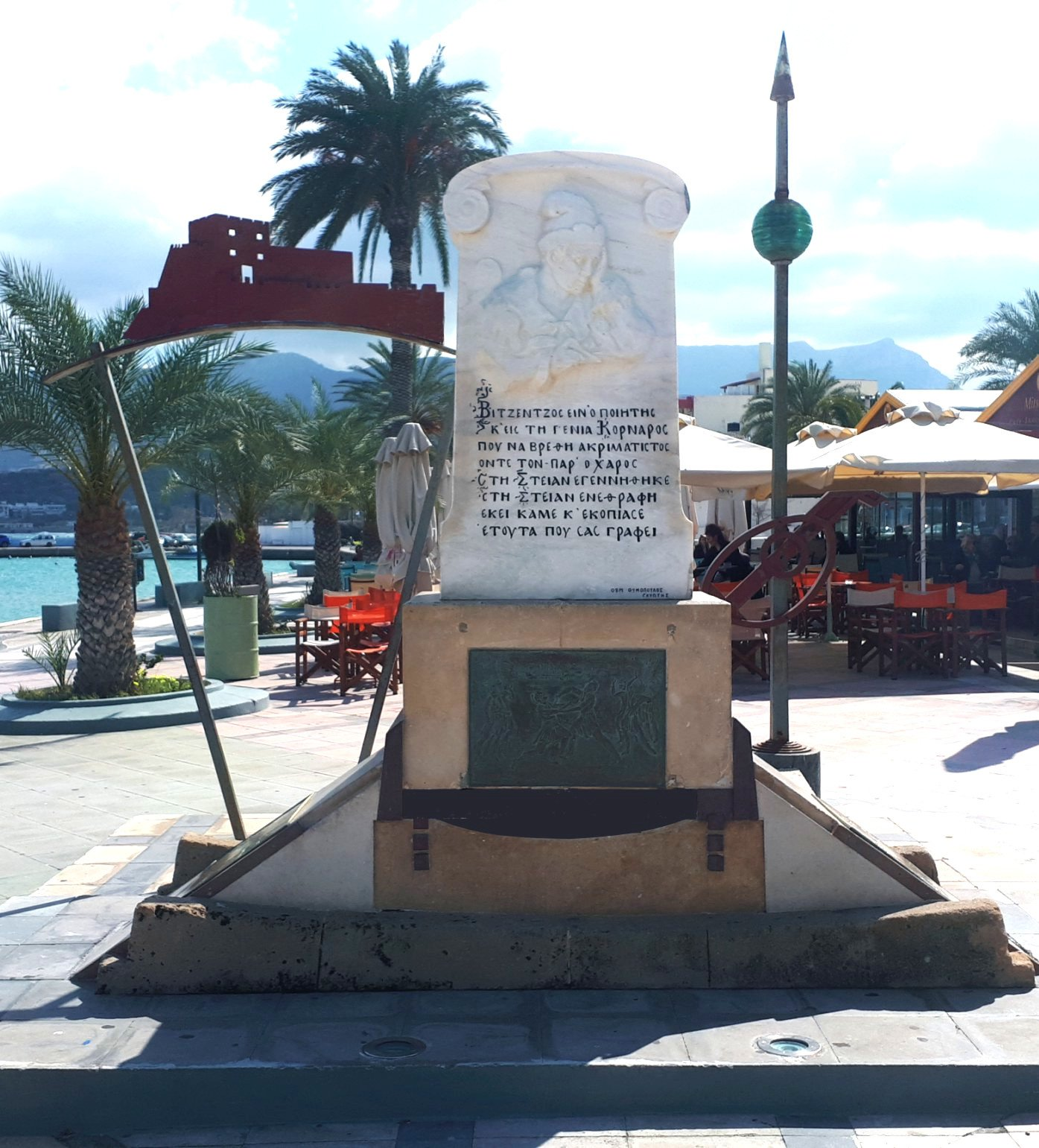
Monumento dedicato al poeta Sitiano Vicenzos Cornaros

Monumento dedicato al poeta Sitiano Vitsentzos Kornaros, opera dello scultore Thomas Thomopoulos.